# Vera Popkova
Vera Popkova, född 2 april 1943 i Tjeljabinsk, död 29 september 2011 i Lviv, var en sovjetisk friidrottare.
Popkova blev olympisk bronsmedaljör på 4 x 100 meter vid sommarspelen 1968 i Mexico City.